# Ільченко Віктор Леонідович
Віктор Леонідович Ільченко (2 січня 1937, Борисоглєбськ, Воронезька область, РРФСР — 21 січня 1992, Москва, Росія) — російський радянський артист естради, заслужений артист РРФСР (1990). Більше 30 років виступав у дуеті з Романом Карцевим («Карцев та Ільченко»).

## Життєпис
1959 року закінчив Одеський інститут інженерів морського флоту. Будучи студентом, разом з Михайлом Жванецьким створив і керував студентським театром «Парнас-2», разом працювали в Одеському порту: Михайло — механіком по кранах, а Віктор — механіком по автонавантажувачах. Трохи пізніше в театр прийшов Роман Карцев.
З 1963 працював в Ленінградському театрі мініатюр Аркадія Райкіна, де також працювали Роман Карцев і Михайло Жванецький. У рамках театру в Ільченка й Карцева була своя концертна програма. Автором концертних номерів був Михайло Жванецький.
1969 Ільченко, Карцев і Жванецький пішли з театру Райкіна і створили свій Одеський театр мініатюр, який випустив три програми: «Як пройти на Дерибасівську», «Зустрілися і розбіглися», «Щиро Ваш». 1970 року стали лауреатами четвертого Всесоюзного конкурсу артистів естради.
1979 Ільченко і Карцев переїхали до Москви. Працювали в Московському театрі мініатюр (перейменованому тоді в театр «Ермітаж»), грали в спектаклях «Коли ми відпочивали», «Чехонте в Ермітажі» (у постановці Михайла Левітіна) та ін.
1988 під керівництвом Жванецького створили свій Московський театр мініатюр.